# 연합적군
연합적군(일본어: 連合赤軍 れんごうせきぐん[*], 영어: United Red Army, URA)은 1971년부터 1972년까지 활동한 일본의 신좌파 테러조직이다. 공산주의자동맹 적군파(일본 적군파)와 일본공산당 (혁명좌파) 가나가와현위원회(게이힌 안보공투)가 결합해 결성되었다. 산악베이스 사건, 아사마 산장 사건 등의 엽기사건을 일으켰다.

## 발족
1971년쯤 되면 이미 일본의 학생운동은 시들해져서, 당시 적군파와 혁명좌파는 대보살 고개 사건, 요도 호 사건 등으로 간부급이 체포되거나 국외도망 또는 사망하여 조직이 약화되었다. 적군파는 M 작전(금융기관 강도질)을 한 덕분에 자금력은 있었지만 무기가 없는 게 약점이었고, 게이힌 혁명좌파는 모카 총포상 습격사건으로 엽총을 손에 넣었지만 자금이 없었다. 서로의 활동을 평가하고 있던 두 조직은 이전부터 접근을 모색했지만, 이때 들어 각자의 이해가 일치함으로써 적군파의 군사조직인 "중앙군(中央軍)"과 혁명좌파의 군사조직인 "인민혁명군(人民革命軍)"이 결합, 통일된 「적군(赤軍)」으로 탄생했으니 이것이 1971년 7월 15일이었다.
적군파 간부인 모리 쓰네오는 두 조직의 완전한 통일을 지향했지만 당시 감옥에 같여 있던 혁명좌파 의장 가와시마 쓰요시 등의 강한 반대로 인하여 "통일적군"은 "연합적군"으로 개칭되었다.
1971년 12월 초, 양 파는 남알프스에서 첫 합동군사훈련을 실시했는데, 그 자리에서 갈등이 생기고 주도권 다툼이 발생했다. 양 파는 서로의 비판을 받아들이고 합동군사훈련은 겉으로는 화기애애한 분위기로 끝났다.
1971년 12월 20일, 하루나 산의 혁명좌파 산악베이스에서 지도부 회의가 개최되었으나, 개최되자마자 합법노선과 불법노선 사이의 갈등이 발생했다. 산악베이스의 불법노선 지도부는 적군파와 혁명좌파 양 파의 「신당」 결성을 확인함과 동시에 합법노선을 분파로 규정하고 ‘총을 겨누는 것’을 포함한 폭력적인 당파 투쟁을 검토했다. 그리고 합법노선의 집합에 참여한 것으로 의심되는 회원에 대하여 폭력에 의한 「총괄(総括)」이라는 이름의 린치가 자행되었다.
이듬해 1972년 1월 3일, 「신당」은 중앙위원회(CC)를 결성했고, 그 위원장에 모리 쓰네오, 부위원장에 나카타 요코, 서기장에 사카구치 히로시, 기타 중앙위원에 서열순은로 데라오카 고이치, 반도 구니오, 야마다 다카시, 요시노 마사쿠니 4명 하여 위원회 멤버는 총 7명이었다. 그러나 조직의 실태는 모리가 독재적 권한을 갖고 나가타와 반도우가 그것을 강하게 지지하는 체제였다.

## 이념
연합적군은 이념적으로 마오주의를 내걸고 있었다. 연합적군의 모체가 된 당파 중 혁명좌파는 마오주의자였고, 적군파는 트로츠키주의자로 인식되어 있었지만, 혁명좌파가 혁명이론 면에서 빈약하여 적군파가 오히려 혁명좌파에게 마오주의를 가르치는 일도 있었다.
연합적군의 마오주의는 꽤나 원리주의적인 것으로서, 때로는 마오쩌둥 체제하의 중국까지 비판의 대상이 되었다. 모리 츠네오는 중국 인민해방군의 설립 날짜에 대해서도 자신의 마오주의 이해에 따라 이의를 제기했지만, 골수 친중파인 사카구치 히로시는 이러한 모리의 주장을 내심 불편해했다.
그리고 연합적군의 행동원리에는 마오주의와 상반되는 것도 있었는데, 마오주의는 기본적으로 스탈린을 옹호한다. 그러나 이들은 신좌파를 자칭하면서 깊은 사상적 숙고없이 스탈린을 절대악화했고, 스탈린적 경향이 있다고 판단되는 멤버는 ‘사형’을 통해 살해당했다. 연합적군 구성원들 중 혁명좌파 출신들은 스탈린을 악마화하는 모리 츠네오의 이론에 위화감을 느끼기도 했으나, 이의를 제기한 사람은 아무도 없었다.

## 연합적군 사건
1971년 12월 31일 이후 연합적군은 산악베이스 사건과 아사마 산장 사건이라는 대형사고를 일으킨다. 이 두 사건을 묶어 "연합적군 사건"이라고 통칭한다.
산악베이스 사건은 원래 알려지지 않았던 사건인데, 아사마 산장 사건으로 체포된 자들의 자백에 의해 밝혀졌다. 연합적군은 경찰의 수사망에서 탈출하기 위해 산중에 「산악베이스(山岳ベース)」라는 산장을 건설하고 잠복하였다. 그 와중에 「총괄」이라고 지칭되는 내부 숙청이 이루어졌으며, 집단 린치를 가하여 12명을 살해했다. 혁명좌파는 연합적군 결성 이전에도 당에서 탈주한 20세 남성과 21세 여성 두 명을 살해한 바 있다(인바 늪 사건).
연합적군은 종종 「총괄(일본어: 総括 そうかつ[*]」이라는 명칭의, 각 사람에게 강요되는 정치적 반성행위가 있었다. 이것은 본인의 자각을 돕기 위해 주위 사람이 총괄 대상자에게 의견이나 비판을 하는 것으로 발전했다. 그런데 산악베이스에 들어간 뒤 이것이 파탄나서 지도부는 총괄 행위 도중 폭력을 사용하였고, 혹자는 맞아서 내장이 파열해 사망, 혹자는 식사도 주어지지 않은 채 극한의 야외에 묶어 방치해서 사망에 이르렀다. 그들은 폭력을 총괄을 돕는 행위라고 「총괄원조」라고 명명, 정당화했다. 또한 「총괄원조」의 결과 사망하는 상황(그러니까 맞아 죽는 것)은 “총괄할 수 없는 것에 절망하여 쇼크사했다”며 「패배」라고 이름붙였다. 또한 총괄을 기대할 수 없다고 판단된 사람(두 사람이었고, 둘 중 한 명은 간부였다)에게는 「사형」이 선고되어 얼음송곳으로 여러 번 쑤시고 목을 졸라 살해했다.
아사마 산장 사건은 산악베이스에서 도망친 연합적군 구성원들이 모 기업이 보유한 산장을 점거하고 일으킨 인질 농성 사건으로, 총기로 무장한 젊은이들은 9일간 경찰과 대치했다. 이 광경은 텔레비전으로 생중계되어 일본 사회에 충격을 주었다. 이때 NHK 포함 시청률 89.7%의 기록은 21세기가 되어서도 깨지지 않고 있다.
연합적군 구성원들은 쿠알라룸푸르 사건 당시 국외도피하여 현재도 국제수배 대상인 반도우 쿠니오와 도쿄 구치소에서 자살한 최고지도자 모리 츠네오를 제외한 15명 모두 유죄 판결이 확정되었다.

## 연합적군 복무규율
복자는 어휘 판독이 불가한 부분이다.
제1장 삼대규율
1. 당원은 강령과 규약을 승인하고, 「당파투쟁(党派斗争)」할 수 있는 능력을 가지고 있다.
2. 당원은 자력으로 조직을 건설할 능력을 지닌다.
3. 당원은 기술을 다루는 능력을 갖고, 정치경찰을 공격하여 조직을 방어한다.

("두쟁(斗争)"은 게바자로 "투쟁(鬪爭)"을 뜻한다.)
제2장 육대원칙
1. 당은 자립한 혁명가 집단××이다.
2. 지도자 및 피지도자는 자립한 혁명가의 상호 분업관계이다.
3. 가족, 재정은 당과 일원화된다. ×××에 의해 이루어진다.
4. 자유로운 토론의 보장과 행동은 완전히 지도에 의한 것.
5. 당의 재정을 만들 수 있는 능력을 가져야 한다.
6. 당의 결정, 약관을 위반한 경우 최고 죽음에 이르는 처벌을 받는다.

[중략]
제4장 애인
(애인[彼女]은 무기 따위를 가리킨 은어라고 생각된다)
1. 애인의 개발·제조·운반·보관은 자력갱생을 원칙으로 한다.
2. 일체의 애인은 부장 소속으로 일반적으로 각 과에게 대여된 것으로 한다.
3. 보관은 거주와 분리하고, 언제 어떠한 경우에도 상×체제로 직접 전환할 수 있는 것처럼 한다.
4. 방어적 애인은 가구의 일부로 개량하여 거주지에 보관한다.
5. 애인 개발에 관한 기초학습훈련 실험을 부과하는 책임을 행하고 축적한다.
6. 재료, 제품, 병참 등을 개발하고 축적한다.
7. 그 성과는 질, 량, 소재 등은 부장에게 보고하고 징발에 응한다.

[중략]
제17장
1. 처벌계열은 지휘계열과 같다. 각 대(隊) 내에서 소브루, 룬뿌로 사상과 두쟁하라.
2. 처벌의 실시는 가능한 한 대 내에서 해결하고 상급기관의 승인을 얻어 실시한다. 불복이 있는 경우 상급기관에 제소할 수 있다.
3. 처벌은 일종의 정치책임이며, 처벌되면 혁명에서 도망하는 사상과 나날이 싸워라.
4. 반대로 처벌은 반혁명으로 향한 경우를 제외하면 지속적으로 당에 복귀할 수 있도록 당을 지지하는 층으로서 당의 성숙도에 따라 정치지도(指ド)를 행한다.
5. 처벌은 세 단계이다. 하나, 자기점검·자기총괄. 둘, 권리정지. 셋, 제명(제명에는 죽음, 당위추방이 있다. 타파는 격하 처분을 행한다. 하나, 둘에서는 군내교육, 제대처분, 타기관에서의 교육을 실시).
6. 처벌은 사건발생 즉시 신속하게 규율에 비추어 행한다. 상급의 정치지도나 노선에 책임을 전가하고 애매하게 하는 것은 엄금이다. 그것은 자신도 처벌 대상.
7. 다시 정식 대원으로 채용하는 경우에는 대내에서 자격심사를 상급기관에 승인을 할 수 있다.

## 같이 보기
- 일본적군
- 일본의 신좌파

## 참고 자료
- 永田洋子『獄中からの手紙』彩流社 ISBN 4-88202-261-3 1993年
- 坂口弘『あさま山荘1972(上)』彩流社 ISBN 4-88202-252-4 1993年
- 坂口弘『あさま山荘1972(下)』彩流社 ISBN 4-88202-253-2 1993年
- 坂口弘『続 あさま山荘1972』彩流社 ISBN 4-88202-338-5 1995年
- 坂東国男『永田洋子さんへの手紙』彩流社 ISBN 4-88202-060-2 1984年
- 植垣康博『連合赤軍27年目の証言』彩流社 ISBN 4-88202-697-X 2001年
- 植垣康博『兵士たちの連合赤軍』彩流社 ISBN 4-88202-699-6 2001年（新装版）
- 大泉康夫 『氷の城 連合赤軍事件・吉野雅邦ノート』 新潮社 ISBN 4-10-422401-4 1998年
- 千坂恭二「連合赤軍の倫理とその時代」『思想としてのファシズム』彩流社　ISBN 978-4-7791-2143-2